# Souostroví Amakusa
Souostroví Amakusa (japonsky Amakusa-šótó, 天草) je shluk ostrovů, které se rozkládají při západním pobřeží nejjižnějšího ze čtyř hlavních japonských ostrovů Kjúšú.

## Geografie
Souostroví leží západně od prefektury Kumamoto mezi Jacuširským mořem a Ariackým mořem. Největší ostrovy jsou:
- Šimošima (下島) neboli Dolní ostrov, s délkou 42,6 km a šířkou až 21,7 km je největším ostrovem souostroví 32° s. š., 21° v. d.
- Kamišima (上島) neboli Horní ostrov 32° s. š., 27° v. d.
- Nagašima (長島) neboli Dlouhý ostrov 32° s. š., 10° v. d.
- Ójanodžima (大矢野島) neboli Velký šípový ostrov 32° s. š., 35° v. d.
- Šišidžima (獅子島) neboli Lví ostrov 32° s. š., 16° v. d.

Ostrovy jsou kopcovité, ale jen čtyři vrcholy přesahují 1500 m. Místní zemědělci se s nedostatkem rovinatého terénu pro pěstování plodin vyrovnávají pomocí systému terasovitých polí.

## Historie
Souostroví Amakusa se spolu se sousedním poloostrovem Šimabara stalo v 17. století dějištěm Šimabarského povstání katolických rolníků. Křesťané po tomto povstání začali počátkem období Edo praktikovat svoji víru tajně, aby unikli krutému pronásledování. V Japonsku se pro to vyvinul výraz Kakure Kirišitan (れキリシタン) neboli utajený křesťan.

## Hospodářství

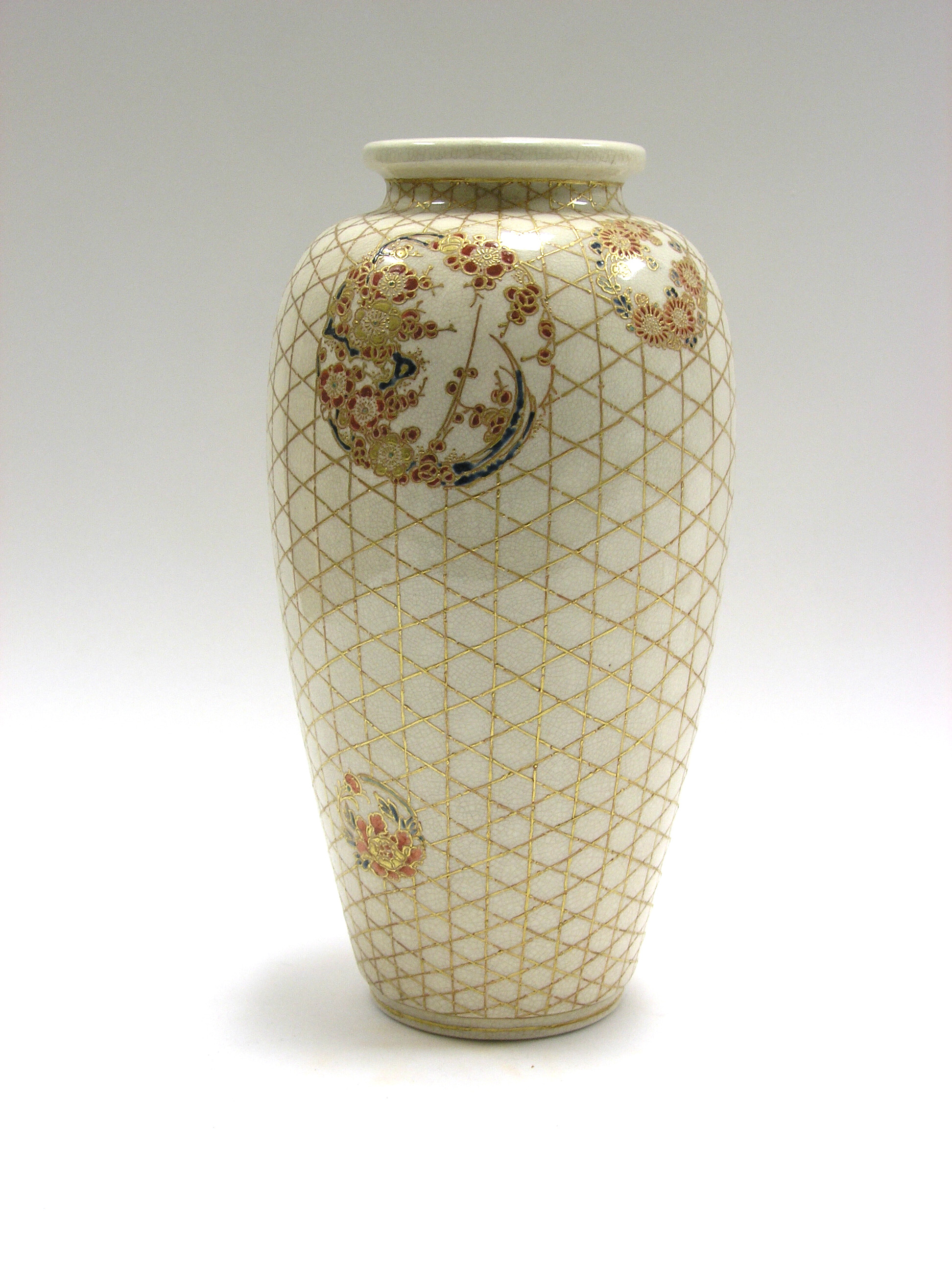
Váza z jižního Kjúšú z období Meidži (1868–1912)

Na ostrovech se těží menší množství uhlí, a naopak až 80 % japonského kaolinu. Obojí se využívá při výrobě hrnčířských a porcelánových výrobků. Do dnešních dní se zde zachovalo mnoho hrnčířských pecí a kaolin a keramika se odtud stále vyvážejí.

## Správa
Ostrovy jsou správně rozděleny na oblast Amakusa, město Amakusa a město Kami-Amakusa. Všechny tři územně správní jednotky jsou řízeny vládou prefektury Kumamoto.

## Doprava

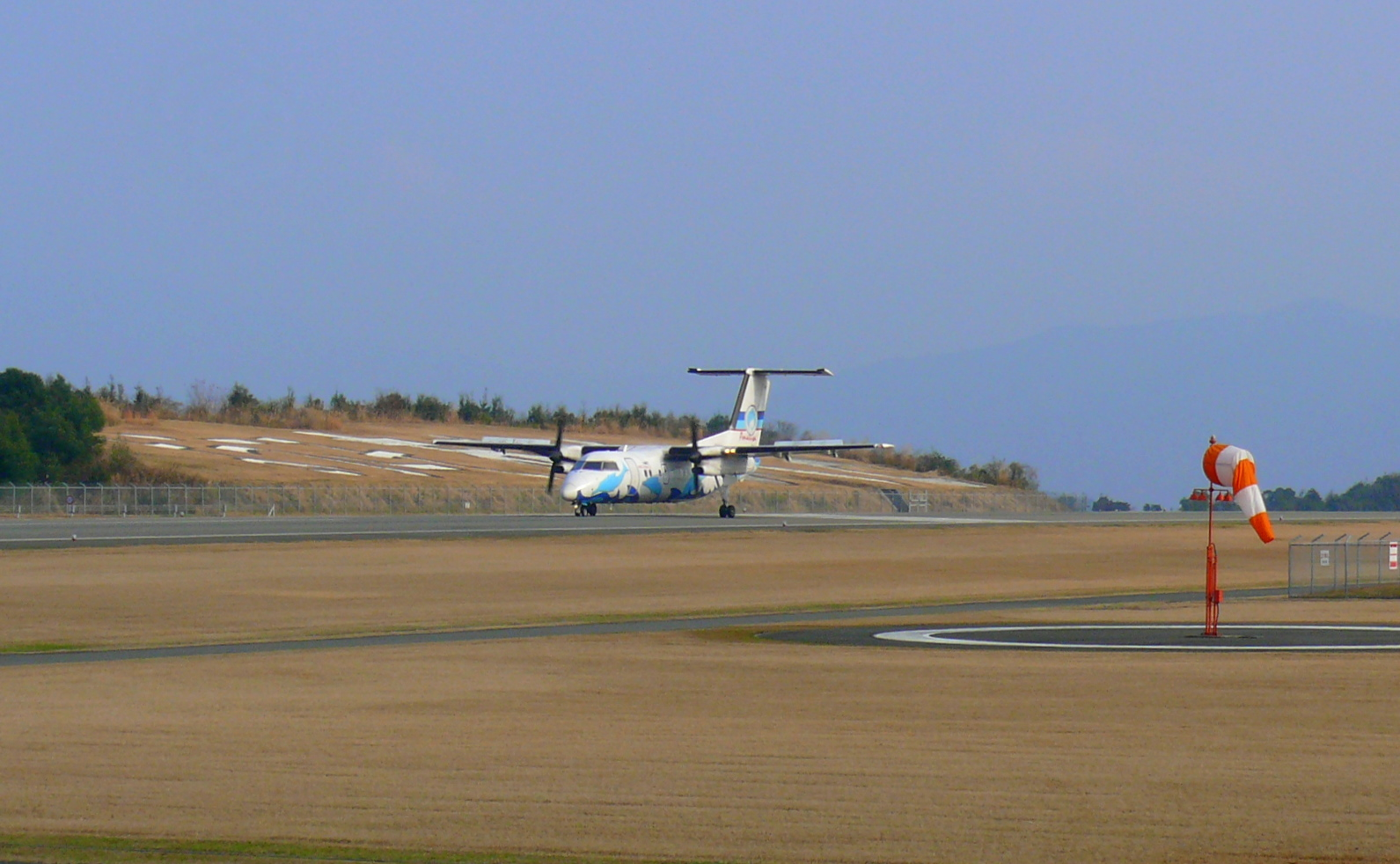
Letiště Amakusa se strojem Bombardier Dash 8 na přistávací dráze

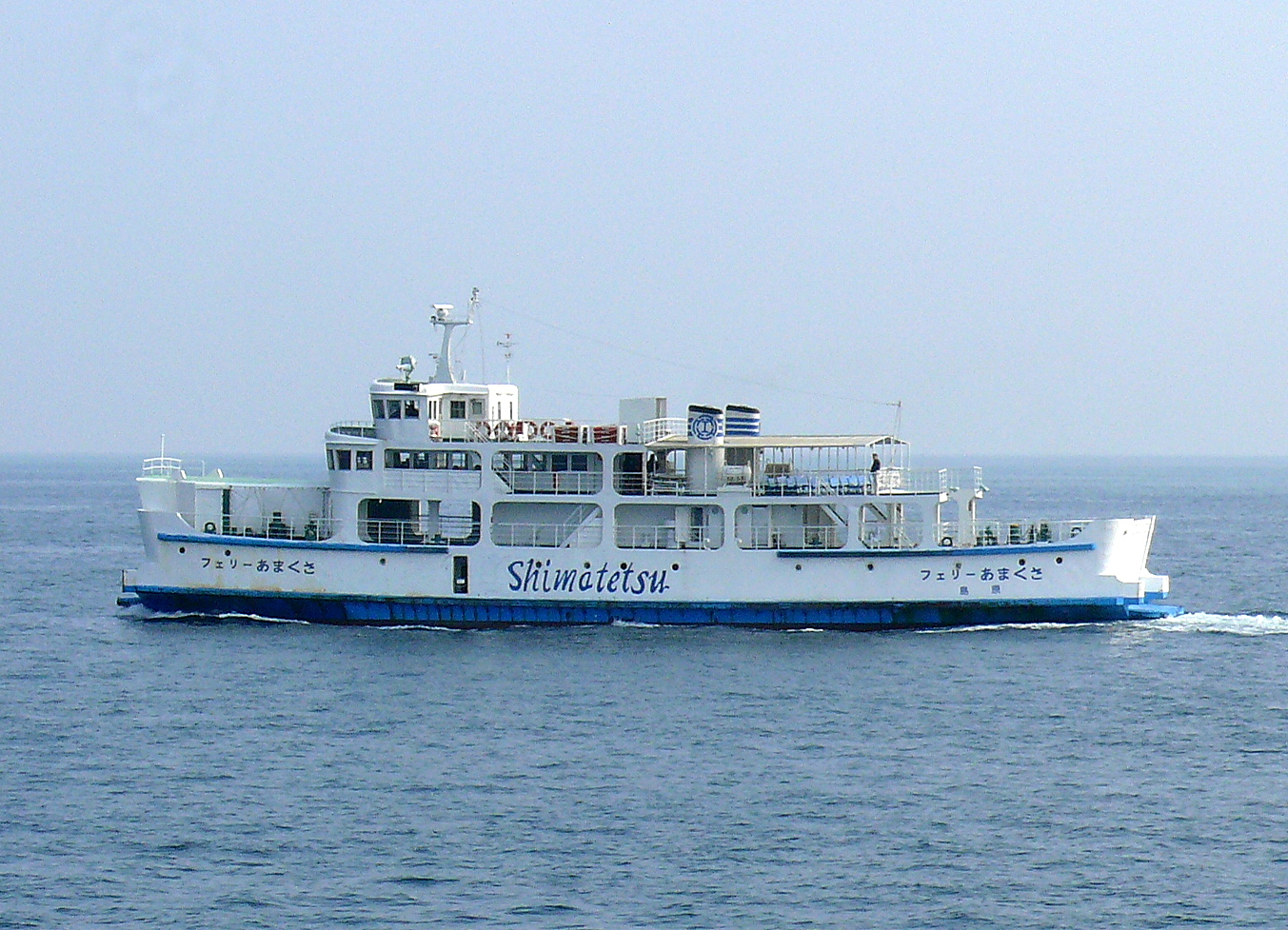
Trajekt společnosti Šimatecu převážející cestující mezi ostrovy

Na ostrovy se lze dostat letecky, autem či autobusem anebo lodí. Letecká doprava směřuje na letiště Amakusa, které se nachází na severu ostrova Šimošima. Obstarává ji společnost Amakusa Airlines Co. s jediným strojem Bombardier Dash 8 ve svém vlastnictví. Silniční doprava probíhá po pěti silničních mostech, které spojují Kjúšú s ostrovy Ójanodžima, Nagauradžima, Ikedžima a Maešima. Lodní dopravu obstarávají trajekty z přístavu Hondo ve městě Amakusa a z přístavu Macušima ve městě Kami-Amakusa. Z přístavu Oniike na severu Šimošimy se lze rovněž dostat trajektem do přístavu Kučinocu ve městě Minamišimabara v prefektuře Nagasaki. Také trajekt z přístavu Reihoku na západě Šimošimy spojuje toto město s přístavem Mogi v prefektuře Nagasaki. Dva trajekty z přístavů Šinwa a Ušibuka na jihu Šimošimy spojují ostrov s městem Nagašima v prefektuře Kagošima.